# 조 민 마웅

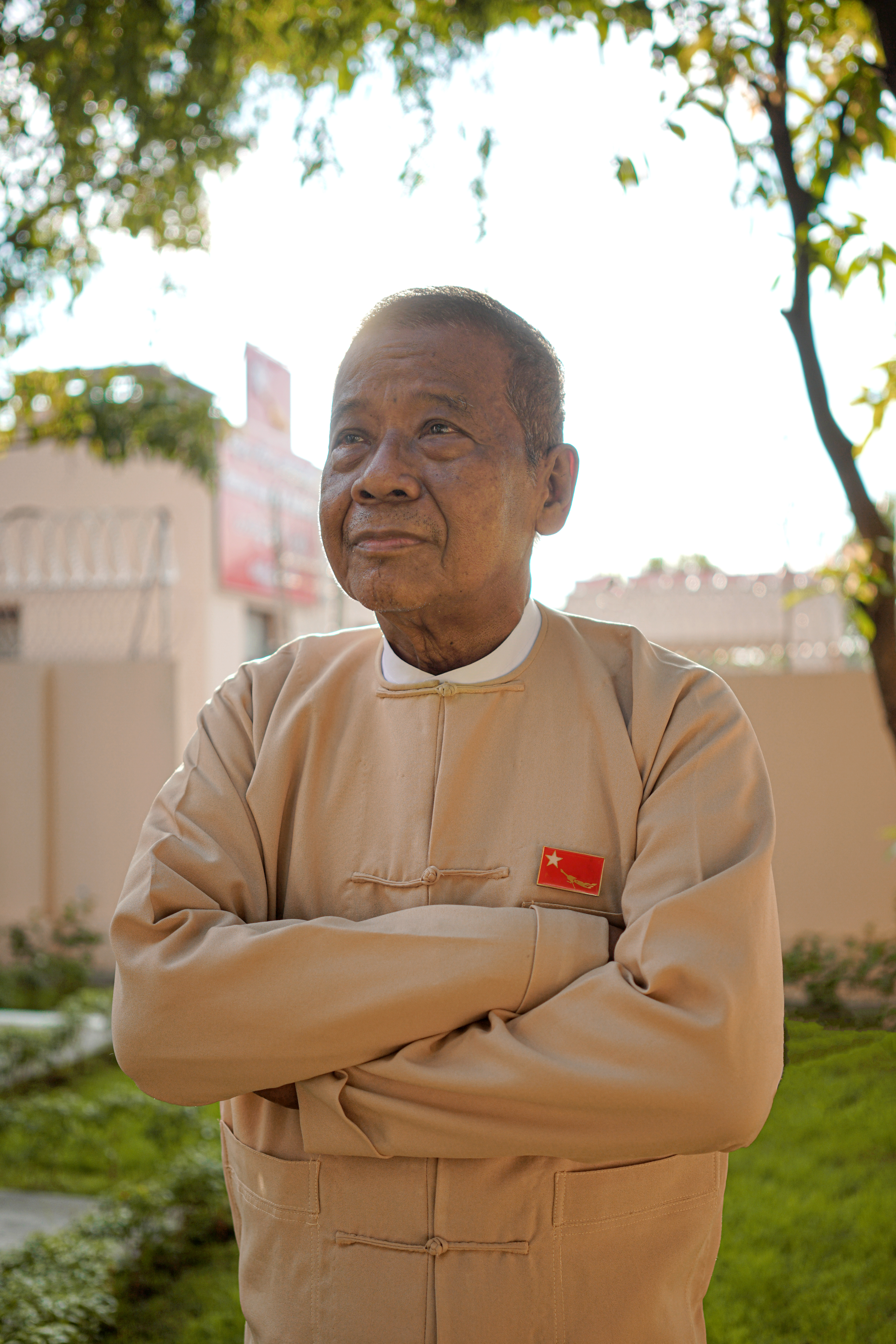
2020년 모습

조 민 마웅(Zaw Myint Maung, 버마어: ဇော်မြင့်မောင်, 1951년 12월 11일~2024년 10월 7일)은 버마의 정치인, 의사, 정치범으로, 만달레도의 최고 장관과 아마라푸라 타운십의 만달레이 지역 의원을 역임했다.

## 어린 시절과 교육
조 민 마웅은 1979년 만달레이 의과대학에서 의학 학위를 취득했다. 의료 경력 동안 자가잉도의 유티지 병원에서 근무했으며 만달레이 대학교(University of Mandalay)의 생화학과 시연자로 일했다. 이 대학교는 1983년부터 1988년까지 만달레 의학 연구소라는 이름을 사용했다.

## 정치 경력
1990년 버마 총선에서 그는 피투 흘루타우(Pyithu Hluttaw) 의원으로 당선되어 21,119표(66% 득표)의 과반수를 얻었지만 자리를 맡지는 못했다.
1990년 11월 22일, 그는 임시정부 구성에 관한 회의에 참석했다는 이유로 미얀마 형법 122조에 따라 체포되어 25년형을 선고 받았다. 1996년 3월, 양곤 대학교 75주년 기념 잡지와 뉴 블러드 웨이브(New Blood Wave)라는 잡지를 출판한 혐의로 1950년 긴급 조항법에 따라 추가로 7년 형을 선고 받았다. 미치나 교도소에서 총 19년을 복역했다. 2009년 2월 21일에 석방되었다. 당시 NLD의 부당회장이자 당회장 대행이었다.
2021년 2월 1일 미얀마 쿠데타 이후 조 민 마웅은 미얀마군에 의해 구금되었다. 당국은 그를 부패, 선동, 코로나19 제한 위반 혐의로 기소했다. 2019년 백혈병 진단을 받은 조 민 마웅은 만달레이의 오보 교도소에 수감되었다.

## 사망
마웅은 만달레이 종합병원에서 백혈병으로 2024년 10월 7일 72세의 나이로 사망했다.